# Schulhaus (Beindersheim)
Das ehemalige Schulhaus im rheinland-pfälzischen Beindersheim befindet sich am Brunnenweg 6 und ist ein zweigeschossiger Putzbau aus dem Jahr 1913 mit großflächigen Rechteckfenstern, hohen Walmdächern mit geschweiften Gauben. Das Gebäude wird heute als Bücherei genutzt. Benachbart ist das ehemalige Lehrerwohnhaus (Frankenthaler Straße 27/29), ebenfalls 1913 erbaut. Der große, repräsentative Bau besitzt ein breit überstehendes Walmdach mit geschweifter Gaubenzeile.
Koordinaten: 49° 33′ 35,6″ N, 8° 19′ 29″ O